# ウクルポシュタ
ウクルポシュタ（ウクライナ語：Укрпошта）は、ウクライナの郵便に関わる公営企業である。本部をキーウに置いており、万国郵便連合に加盟している。同業他社としては、私営で海外の11か国にも支店があるノヴァポシュタ(ウクライナ語: нова пошта)がある。

## ラテン文字及びカタカナでの表記
ウクライナ語であるウクルポシュタをラテン文字として表記する際、UkrpoštaもしくはUkrposhtaといった言い方ができる。ウクルポシュタのインスタグラムのユーザーIDでは、ハーチェク(š: チェコ語などに見られる)が使えないため、後者を使用している。また、英語で書かれる際、Ukrainian Postal Serviceという表記をされることもある。日本語での表記案としてはウクルポシュタの他、ウクルポシタという表記もできる。また、和名として、あるいはUkrainian Postal Serviceからの翻訳として、ウクライナ郵政公社という言い方もされている。この記事ではウクライナ国内で最も一般的な表記であるУкрпоштаの音訳であるウクルポシュタとして表記する。

## 本社(ウクルポシュタ01001)
ウクルポシュタの本社があるのは、フレシャーチク通り22番(英語: 22 Khreshchatyk Street ウクライナ語: вул. Хрещатик, 22)にあるが、このフレシャーチク通りはキーウの目抜き通りであり、1キロメートル以上の長さを誇る。キーウ市総局第1局は全く同じ場所に位置している。このウクルポシュタ本部が位置する場所の郵便番号は01001で、そのためこの場所はウクルポシュタ01001と呼ばれる。ウクルポシュタには特定の郵便局を表すために、たとえばウクルポシュタ04052などと言うが、この場合このウクルポシュタが位置している場所の郵便番号は04052となっている。この番号は、看板や地図アプリなどに書かれている。

## ウクルポシュタのロゴ
2017年に新しいロゴがつくられた。ロゴのデザインはウクライナの国旗と同じ黄色で、地図アプリなどでの位置を表すピンを模している。ロゴはサーチ&サーチ広告代理店(英語: Saatchi&Saatchi 本社はロンドン)が無償で開発した。
私たちは、世界中の古典的な郵便局のシンボルをベースにしました。しかし、このシンボルは非常に古めかしいので、私達はこれに新しいデジタル的な意味を与えました。現在の新しくなったロゴは、配置に応じてさまざまな役割を果たします。携帯電話のメッセージの標識として機能したり、方向標識として機能したり、地図上で最寄りの郵便局を指定したりする役割を持っています。 

### 季節やイベントごとのロゴ
ウクルポシュタのロゴは、Facebookなどで定期的にデザインがすこし変わる。たとえば、3月8日の国際女性デーに合わせて、女性らしさを加えたデザインに変更されたり、ウクライナの民族衣装であるヴィシヴァンカの日、つまり5月の第3木曜日には、ヴィシヴァンカに似たような刺繍のデザインに変わったりする。このようなロゴの変化により、外国のひとはウクライナの文化をウクルポシュタのロゴを通して学び、ウクライナ人にとっては、ウクライナが誇る伝統文化を改めて評価するきっかけになる。